# 三英里灣 (紐約州)
三英里灣（英語：Three Mile Bay）是位於美國紐約州傑佛遜縣的普查規定居民點。

## 人口
根據2020年美國人口普查的數據，三英里灣的面積為0.77平方千米，當中陸地面積為0.73平方千米，而水域面積為0.03平方千米。當地共有人口187人，而人口密度為每平方千米242.86人。